# Bruno Platter

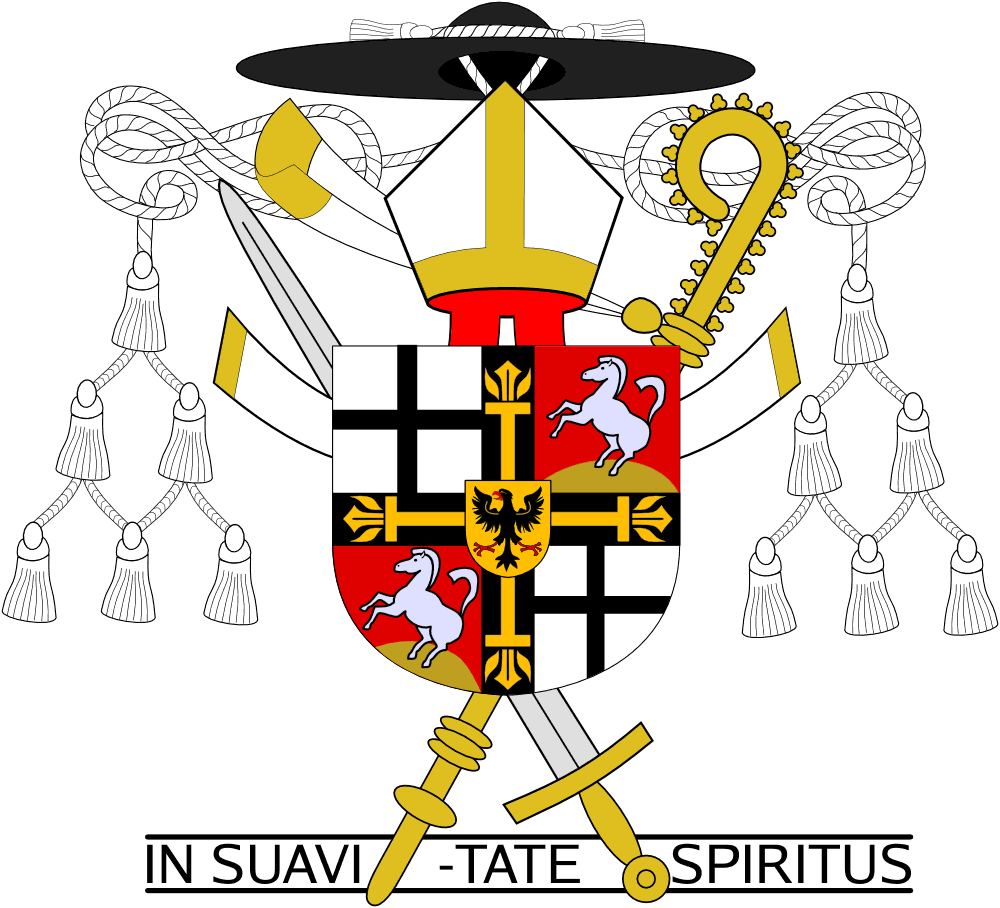
Wapen van Bruno Platter

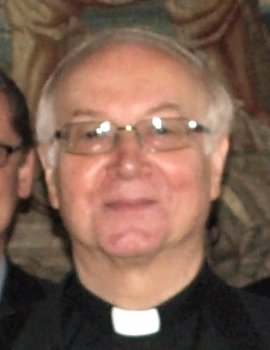
Bruno Platter

Bruno Platter (Unterinn, Ritten in het Italiaanse Bolzano, 21 maart 1944) is de 65e grootmeester (Duits: "Hochmeister") van de Duitse Orde.
In 1964 werd Bruno Platter lid van de Duitse Orde, een katholieke geestelijke ridderorde of hospitaalorde die zich toelegt op verpleging en parochiepastoraal. Op 12 september 1964 begon hij de studie theologie. Op 15 september 1969 ontving hij de lagere wijdingen en op 29 juni 1970 werd hij tot priester gewijd. Hij behoorde tot de Priorij van Zuid-Tirol. Hier was hij onder andere de provinciaal econoom. Platter promoveerde aan de Universiteit van Innsbruck tot doctor in de Theologie. Daarnaast werkte Platter 1974 tot 2000 als kerkelijk bestuurder en directeur van het Deutschordenskonvikt in Bozen (Bolzano). 
Op 25 augustus 2000 werd hij tot grootmeester van de Duitse Orde gekozen en op 26 augustus 2000 werd hij geïnstalleerd als grootmeester en opvolger van Arnold Othmar Wieland. Hij ontving van de bisschop van Bozen-Brixen (Bolzano-Bressanone) Wilhelm Egger op 29 oktober 2000 de daaraan verbonden zegening. Op 24 augustus 2006 en 2012 werd hij opnieuw gekozen door het algemeen kapittel van de Orde. In 2018 werd hij als grootmeester opgevolgd door Frank Bayard. 
Als grootmeester is hij de paus rechtstreeks verantwoording verschuldigd. Hij is dus niet onderworpen aan het gezag van kardinalen of bisschoppen.
Op 29 oktober van dat jaar werd hij geïnstalleerd als gemijterde abt.
Bruno Platter trof een moeilijke erfenis aan, door verkeerde investeringen had de ooit schatrijke Duitse Orde in Duitsland 200 miljoen euro schuld opgebouwd. Dat had tot een strafrechtelijk onderzoek van de Duitse justitie wegens de verdenking van fraude en politiek schandaal geleid want de oppositiepartijen in Beieren hielden ook de toenmalige Beierse minister-president Edmund Stoiber, een ereridder in de Duitse Orde, daarvoor verantwoordelijk. Uiteindelijk schoot de Beierse staat de orde te hulp. De Duitse Orde bezuinigde en er werd onroerend goed verkocht. 
In 2010 was de orde weer solvabel, maar ook nu is het moeilijk om het charitatieve en medische werk van de orde te financieren. De orde heeft ook een tekort aan jonge priesters. 
- Gemeinsame Normdatei: 134210271
- International Standard Name Identifier: 0000 0000 2789 6135
- Virtual International Authority File: 1223764
- WorldCat: E39PBJdwYwh3ggmMJk7kDxjcT3